# Berlingo
Berlingo és un municipi italià de la província de Brescia, a la regió de Llombardia.